# Valley View (Ohio)
Valley View – wieś w Stanach Zjednoczonych, w stanie Ohio, w hrabstwie Cuyahoga.